# Чентрале Идроелетрика (Болцано)
Чентрале Идроелетрика је насеље у Италији у округу Болцано, региону Трентино-Јужни Тирол.
Према процени из 2011. у насељу је живело 1 становника. Насеље се налази на надморској висини од 1002 м.